# سیارک ۵۵۱۷
سیارک ۵۵۱۷ (به انگلیسی: 5517 Johnerogers، نامگذاری:1989LJ) پنج هزار و پانصد و هفدهمین سیارک کشف شده‌است که در ۴ ژوئن ۱۹۸۹ کشف شد.
قدر مطلق سیارک برابر ۱۲٫۵۰ است.